# Tarawa Sud
Tarawa Sud è la capitale della repubblica delle Kiribati sull'atollo di Tarawa (in inglese South Tarawa, in gilbertese Tarawa Teinainano).
Comprende le diverse località che vanno da Bairiki a Bonriki, tutto il lato sud dell'atollo, compreso il comune di Betio che possiede un consiglio comunale in proprio. Il parlamento nazionale, la Maneaba ni Maungatabu, si trova dal 2000 nella località di Ambo.
La città è sede anche di un college e del campus dell'Università del Pacifico del Sud. Bairiki, Teaoraereke, Ambo, Eita, Bikenibeu, Nawerewere (ospedale centrale), Temwaiku e Bonriki (aeroporto internazionale) sono i principali centri del luogo. È anche sede dei principali edifici religiosi della repubblica, come la cattedrale del Sacro Cuore.

## Comuni ed isole

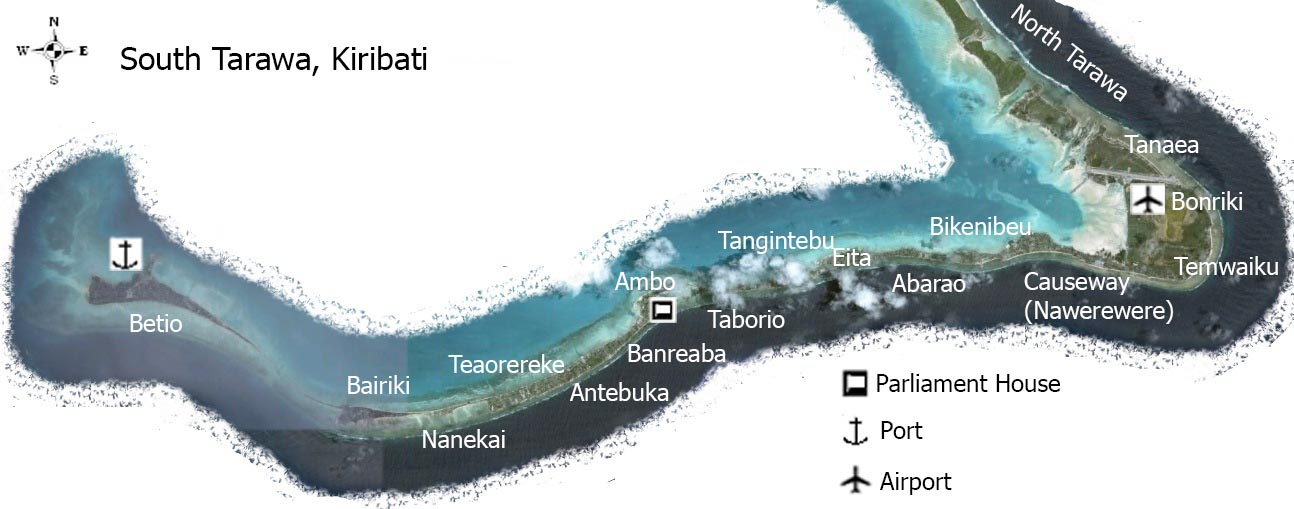
Mappa di Tarawa Sud

Tarawa Sud comprende dal 1972 due consigli comunali:
- Betio, con 17 300 abitanti;
- Teinainano Urban Council, con 39 000 abitanti, che comprende da ovest a est, Bairiki, Nanikai, Teaoraereke, Antebuka, Banraeba, Ambo, Taborio, Tangintebu, Eita, Abarao, Bikenibeu, Nawerewere, Temwaiku, Bonriki e Tanaea.

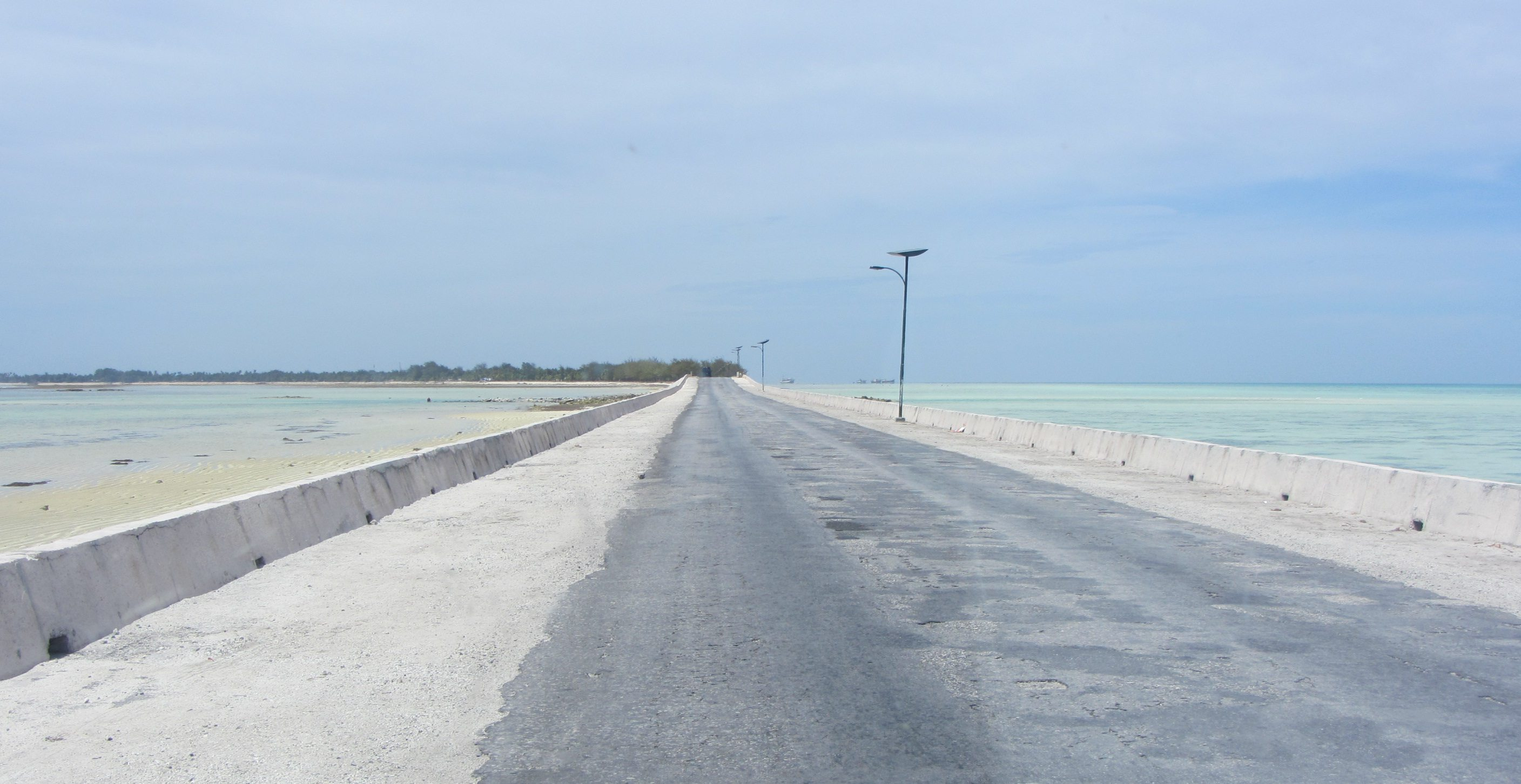
Il Japanese Causeway prima dei lavori

I due comuni sono collegati dal Japanese Causeway o Dai Nippon Causeway, un ponte-diga stradale che riunisce dal 1987 Betio a Bairiki.
Bairiki, il maggior centro amministrativo di Tarawa Sud, costruito come capoluogo della colonia delle isole Gilbert ed Ellice nel 1946, dopo la distruzione di Betio con la battaglia di Tarawa, era a volte considerata come sede della capitale perché il parlamento (fino al 2000) e la presidenza (ed i principali uffici amministrativi) si trovavano perlopiù riuniti in quel centro.